# Bosc-Renoult-en-Ouche

Bosc-Renoult-en-Ouche este o comună în departamentul Eure, Franța. În 1 ianuarie 2018 avea o populație de 140 de locuitori.